# بوی شب
بوی شب (ایتالیایی: L'odore della notte) یک فیلم جنایی ایتالیایی به کارگردانی کلاودیو کالیگاری است که در سال ۱۹۹۸ منتشر شد.

## بازیگران
- والریو ماستاندرئا
- مارکو جالینی
- جورجو تیراباسی
- فرانکا اسکانیه‌تی
- لیتل تونی